# Kościół starobrytyjski
Kościół starobrytyjski – specyficzna, odrębna od Kościoła rzymskokatolickiego, forma organizacji kościelnej na obszarze wczesnośredniowiecznej Walii, Kornwalii i Brytanii, powstała w V wieku na skutek anglosaskiego najazdu na Brytanię i przerwania kontaktów z resztą chrześcijańskiej Europy. Ostatnie ogniska Kościoła starobrytyjskiego przetrwały do XIII wieku.

## Początki chrześcijaństwa w Brytanii

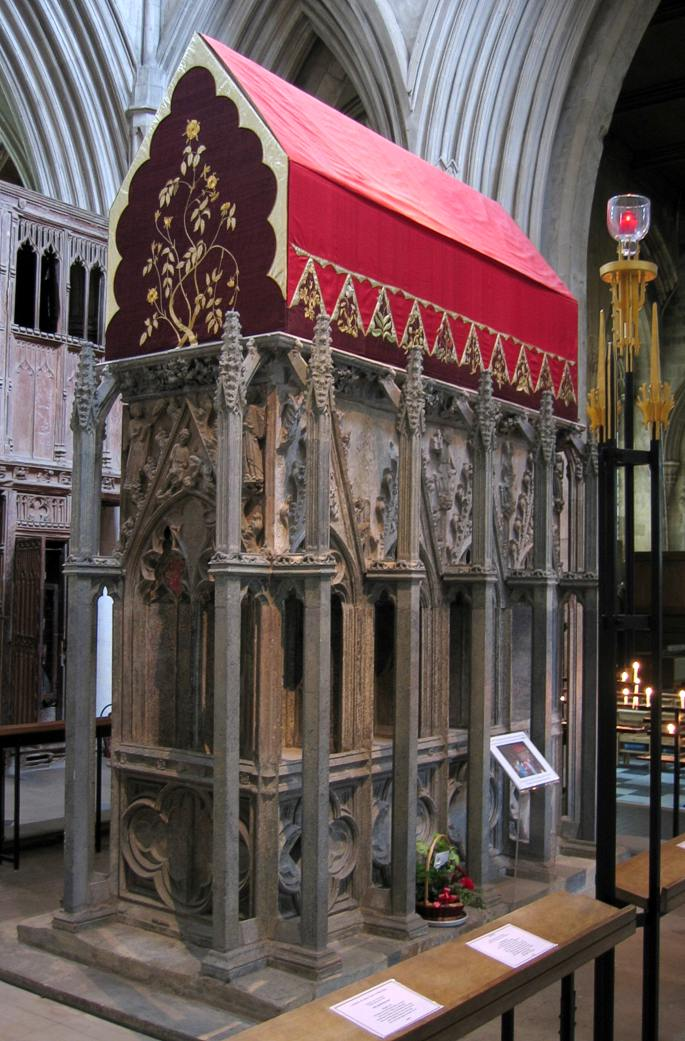
Sarkofag św. Albana – pierwszego męczennika Brytanii

Początki chrześcijaństwa w Brytanii są trudne do ustalenia. Średniowieczne legendy podawały informacje o istnieniu wspólnot chrześcijańskich jeszcze przed podbojem rzymskim, co wydaje się mało prawdopodobne, dyskusyjna jest także informacja podana przez Tertuliana około roku 200, mówiąca, że słowa Ewangelii dotarły nawet do części Brytanii niezajętej przez Rzymian. Przenikanie chrześcijaństwa do Brytanii poświadczył około roku 240 Orygenes w swojej 4. homilii do Proroctwa Ezechiela. W tym mniej więcej okresie mógł ponieść śmierć męczeńską święty Alban, data jego śmierci jest jednak nieznana. Wykopaliska archeologiczne poświadczają istnienie w tym czasie wspólnot chrześcijańskich w Brytanii. 
Wspólnota chrześcijańska w Brytanii w momencie wydania edyktu mediolańskiego musiała być już bardzo silna. Na synodzie w Arles w 314 roku było obecnych trzech brytyjskich biskupów. Misjonarze z Brytanii wyprawiali się do Irlandii i na terytorium Piktów.

## Powstanie Kościoła starobrytyjskiego
Wielka i dynamicznie rozwijająca się wspólnota chrześcijańska w Brytanii została całkowicie unicestwiona w połowie V wieku na skutek najazdu Anglosasów. Rzymianie wycofali się z Brytanii w roku 410, otwierając plemionom germańskim drogę do podboju wyspy. Już około 430 roku w południowej Brytanii wylądowali Sasi, którzy jednak przez pewien czas współistnieli pokojowo z Brytami. Około 450 roku nastąpił pierwszy wielki najazd germański na Brytanię, kiedy to Jutowie opanowali Kent. W ślad za Jutami przybyły pozostałe plemiona germańskie. W przeciągu kilkudziesięciu lat Anglosasi opanowali całą wschodnią i centralną Brytanię, spychając jej rodzimych mieszkańców w trudno dostępne, izolowane, górzyste regiony w Walii i Kornwalii; część Brytów uciekając przed Germanami zasiedliła Bretanię.
Germańscy najeźdźcy byli poganami, ich najazd wiązał się zatem z anihilacją dotychczasowego Kościoła chrześcijańskiego. Chrześcijaństwo przetrwało na tzw. Krawędzi Celtyckiej, czyli terenach na które zostali wyparci chrześcijańscy Celtowie. Na skutek odizolowania od reszty chrześcijańskiej Europy chrześcijaństwo na Wyspach Brytyjskich uległo daleko idącym przeobrażeniom, przez co ostatecznie wykształciły się tam dwie odrębne zarówno od siebie jak i od Kościoła rzymskiego struktury kościelne. W Irlandii powstał Kościół iroszkocki, na terenie Walii i Kornwalii natomiast Kościół starobrytyjski, który obejmował swoimi wpływami także Brytów zamieszkujących Półwysep Bretoński.

## Cechy odrębności Kościoła starobrytyjskiego

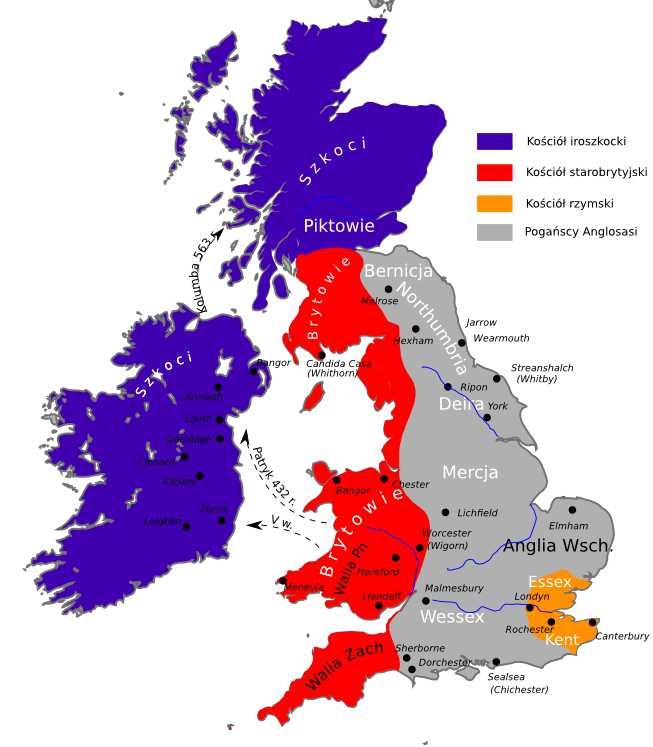
Trzy Kościoły na Wyspach Brytyjskich ok. 600 roku

W Kościele starobrytyjskim, podobnie jak w Kościele iroszkockim, nastąpiło zjawisko zwane rewolucją monastyczną; czyli całkowita reorganizacja administracji kościelnej i zanik systemu episkopalnego. Miejsce diecezji zajęły parochie, budowane wokół wielkich klasztorów. Rola biskupów została skrajnie zminimalizowana poprzez usunięcie ich poza nawias hierarchii kościelnej, zajmowali się tylko np. wyświęcaniem księży. Władza kościelna została skupiona w ręku przeorów i opatów. Nowa administracja kościelna nałożyła się na klanową strukturę społeczną.
Wspólne Kościołowi starobrytyjskiemu i iroszkockiemu były także odmienna od rzymskiej tonsura i własny sposób wyznaczania daty Wielkanocy. 
Między obydwoma Kościołami istniała jednak jedna istotna różnica. Iroszkoci organizowali szereg zakończonych sukcesem misji chrystianizacyjnych do Szkocji i anglosaskiej Brytanii. Kościół starobrytyjski odmawiał natomiast chrystianizacji Anglosasów; nienawiść do najeźdźców spowodowała, że chrześcijańscy Brytowie żyli w izolacji, wbrew podstawowym zasadom chrześcijańskim odmawiając Germanom prawa do zbawienia po śmierci.
Relacja Bedy Czcigodnego mówi także o odmiennym od rzymskiego rycie chrzcielnym, nie wiadomo jednak, na czym te różnice polegały.

## Ponowna chrystianizacja Brytanii

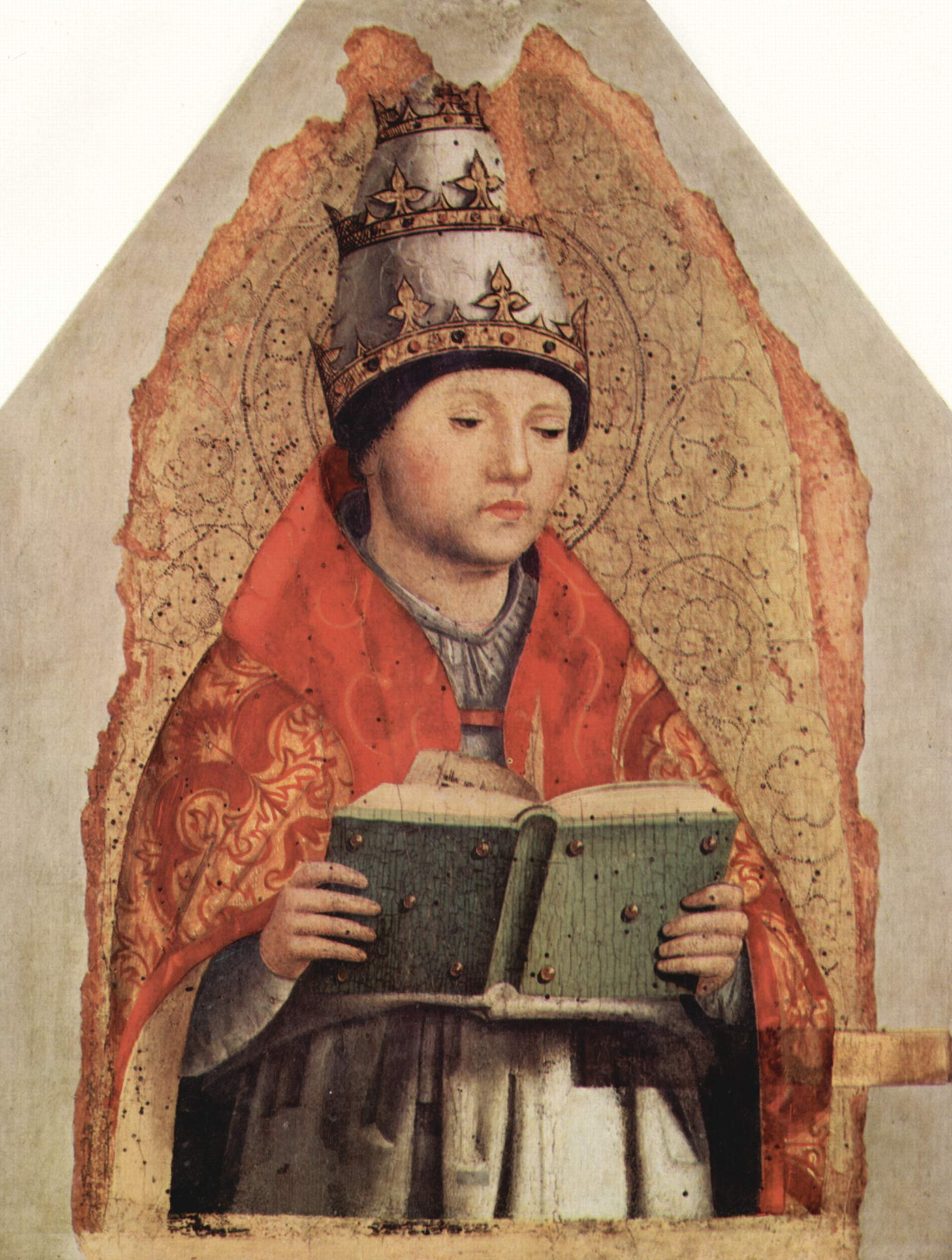
Grzegorz Wielki – papież, który dążył do ponownej chrystianizacji Brytanii

W VI wieku rozpoczęła się ponowna chrystianizacja Brytanii. Najpierw w 563 roku w Szkocji pojawił się mnich iroszkocki Kolumba, aż do swojej śmierci chrystianizując Piktów. W 597 roku do wybrzeży Kentu przybiła natomiast misja wysłanego przez papieża Grzegorza I biskupa Augustyna, mająca na celu chrystianizację Anglosasów i włączenie ich w struktury Kościoła rzymskiego. Grzegorz I chciał jednak budować nową organizację kościelną w Brytanii, a nie wskrzeszać Kościół z czasów rzymskich, co z góry musiało doprowadzić do sporu z Kościołami starobrytyjskim i iroszkockim.
Już za życia Augustyna doszło do spotkania przedstawicieli obu Kościołów, porozumienia jednak nie osiągnięto. Augustyn traktował Brytów jak odstępców, nakazując im przyjąć rzymską tonsurę, datę Wielkanocy i ryt chrzcielny, a także włączenie się do misji chrystianizacyjnej wśród Anglosasów. Mnisi brytyjscy odrzucili żądania Augustyna i odmówili uznania zwierzchności biskupów rzymskich.

## Brytania trzech Kościołów
Kościół starobrytyjski pozostał w izolacji i nie podporządkował się Rzymowi. Tymczasem w Brytanii postępowała chrystianizacja, prowadzona od południa przez Kościół rzymski, od północy zaś przez Kościół iroszkocki. W latach 20. VII wieku nastąpiła chrystianizacja Northumbrii; początkowo kraj został ochrzczony w obrządku rzymskim, szybko jednak powrócił do pogaństwa i ostatecznie dekadę później ponownie przyjął chrzest, tym razem już jednak w obrządku iroszkockim. Za Northumbrią chrześcijaństwo iroszkockie przyjęły Mercja i Essex. W tym samym czasie Kościół rzymski, po początkowych niepowodzeniach, objął swoim zasięgiem Wessex i East Anglię.
Brytania stała się areną rywalizacji Kościołów iroszkockiego i rzymskiego. Rywalizacja pogłębiła się, gdy w 651 roku na tronie Northumbrii zasiadł Oswiu, który pojął za żonę Eanfledę, córkę króla Kentu, zwolenniczkę Kościoła rzymskiego. W 664 roku Oswiu zwołał synod w Whitby, który miał ostatecznie uregulować sprawy kościelne w Brytanii. Synod zakończył się uznaniem wyższości rzymskiej organizacji kościelnej i nakazał Iroszkotom podporządkować się jej i przyjąć rzymskie zwyczaje. Data ta wyznacza początek likwidacji struktur Kościoła iroszkockiego, który przestał istnieć ostatecznie na przełomie roku 715/716, gdy zwierzchnictwo Rzymu przyjęła wyspa Iona.
Kościół starobrytyjski nie brał udziału w rzymsko-iroszkockim sporze. Od momentu spotkania z Kościołem rzymskim za czasów Augustyna został pozostawiony w izolacji, która pogłębiła się wraz z objęciem przez Kościół rzymski całej Brytanii i Irlandii. W następnych dziesięcioleciach poszczególni władcy walijscy uznawali zwierzchność Rzymu, doprowadzając do tego, że Kościół starobrytyjski stał się reliktem, istniejącym w kilku ostatnich ogniskach, które odmawiały podporządkowania się Kościołowi rzymskokatolickiemu. Ostatecznie Kościół starobrytyjski przestał istnieć dopiero na początku XIII wieku, gdy walijskie biskupstwo St David’s uznało zwierzchność arcybiskupa Canterbury.